# Monica Kyvåg
Monica Angelsnes Kyvåg, née Monica Angelsnes Løken en 1967, est une ancienne handballeuse internationale norvégienne qui évoluait au poste de gardienne de but.
Avec l'équipe de Norvège, elle participe au championnat d'Europe 1994 où elle atteint la troisième place. 
Durant sa carrière, elle a notamment porté les couleurs du Bækkelagets SK et du Gjerpen Håndball.

## Palmarès

### Sélection nationale
championnat d'Europe 
- troisième du championnat d'Europe 1994